# رسالة تل العمارنة EA 15

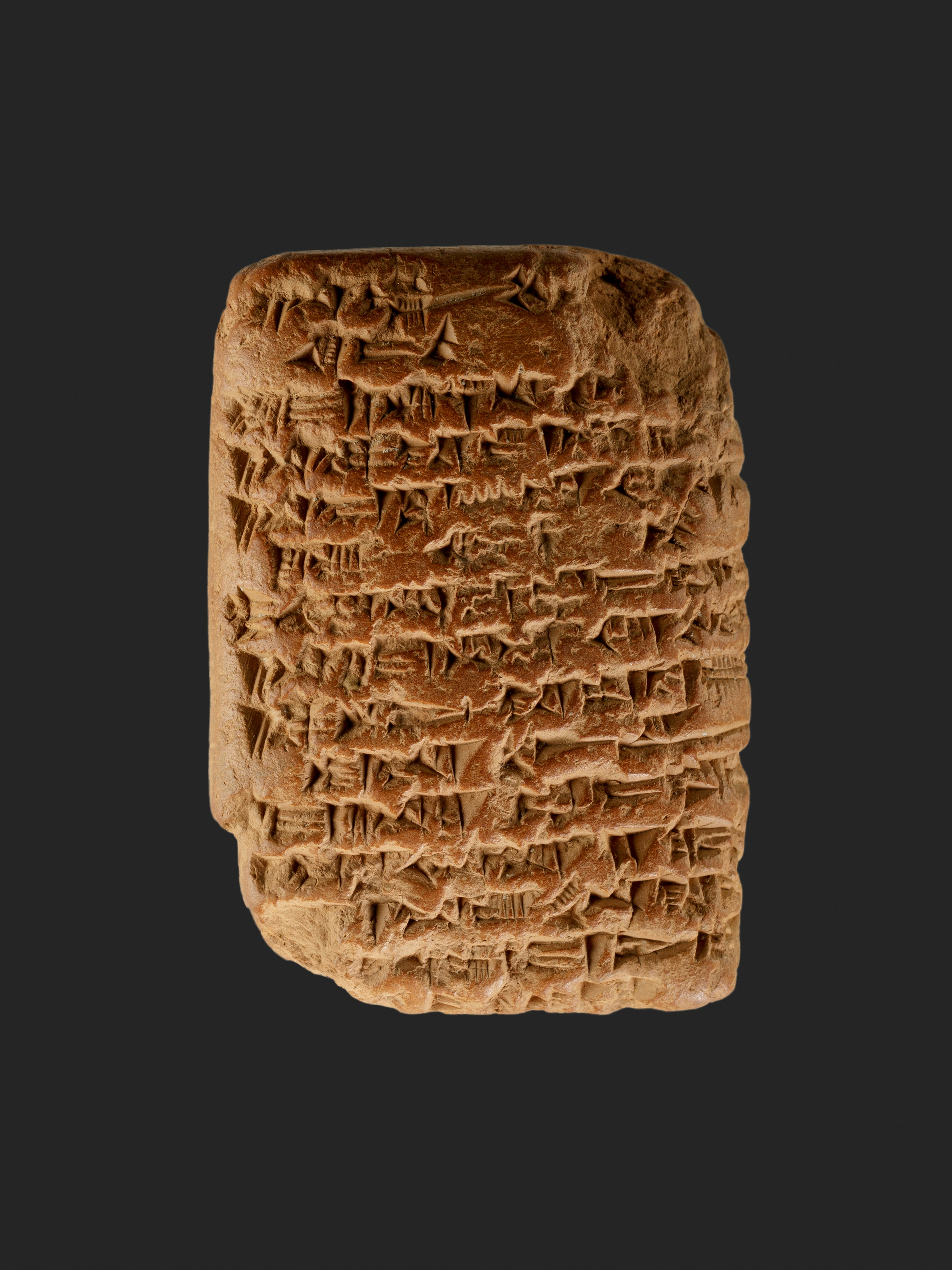
الرسالة 15. (الوجه)
(صورة عالية الدقة قابلة للتوسيع)

رسالة تل العمارنة EA 15، بعنوان آشور تنضم إلى المشهد الدولي عبارة عن لوح طيني أقصر طولًا تل العمارنة من آشور أوباليط الأول من أرض آشور، (السطر 3 من EA 15). يخاطب ملك مصري في السطر الأول، «ملك (من) الأرض مسري- (مصر)»، وبالتالي استخدام «أرض (من) آشور».
هذه الرسالة القصيرة متشابهة مع الكثير من المعلومات. يناقش سبب ذهاب الرسول الآشوري إلى مصر «لرؤية» الأرض وإبلاغ الملك الآشوري. تتحدث الرسالة عن تاريخ قصير لعدم إرسال رسول أو حديث المملكتين لبعض الأوقات الحديثة. إلى جانب واجبات الرسول أن يرى ويبلغ، قائمة «هدايا التهنئة»، شولماني، أو «هدايا السلام» يرسلها آشور أوباليت الأول إلى الملك المصري.
حملة بيوت الدعارة العسكرية

## الرسالة

### EA 15: آشور تنضم إلى المشهد الدولي
EA 15، رسالة واحدة من اثنين من بلاد آشور. (ليست ترجمة خطية سطرًا بسطر).
(الأسطر 1-6)-- قل لملك أرض [مصر]: هكذا أشور أوباليط، ملك أرض (الإله) آشور. بالنسبة لك، ولأسرتك، ولأرضك، قد تكون قواتك وجيوشك كلها بخير.
(7-15)-- أرسلت إليك رسولي لزيارتك وزيارة أرضك. حتى الآن، لم يكتب أسلافي؛ لقد كتبت إليكم اليوم. [أنا] أرسل لك عربة رائعة وخيلين وحجر تمر من اللازورد الأصلي كهدية تحية (شولماني).
(16-22)-- لا تؤجل الرسول الذي أرسلته إليكم للزيارة. يجب أن يزور ثم يغادر إلى هنا. يجب أن يرى ما أنت عليه وكيف تبدو أرضك، ثم يغادر إلى هنا. - (كاملة، مع ثغرات صغيرة، السطور 1-22)

## معرض صور EA 15

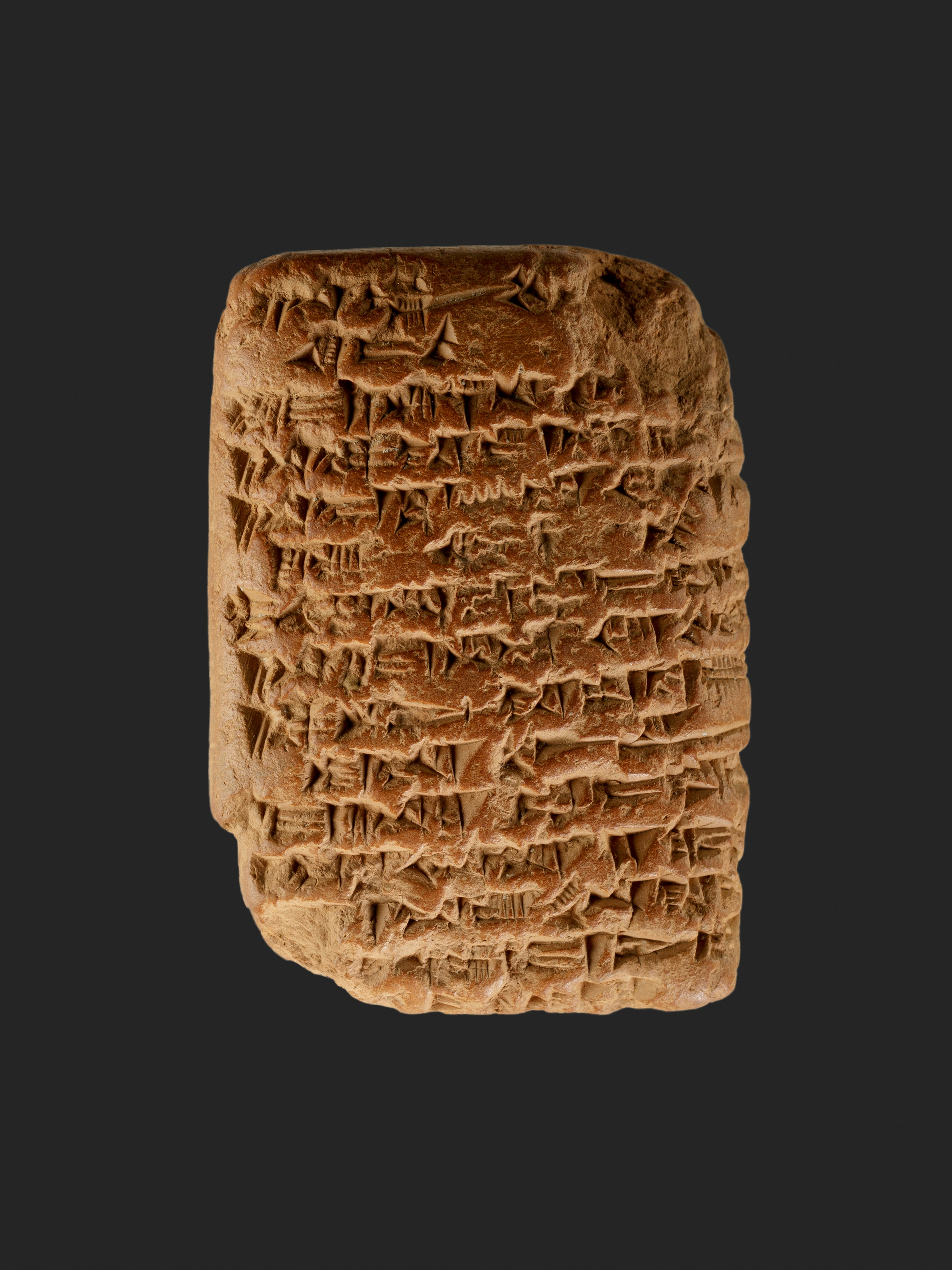
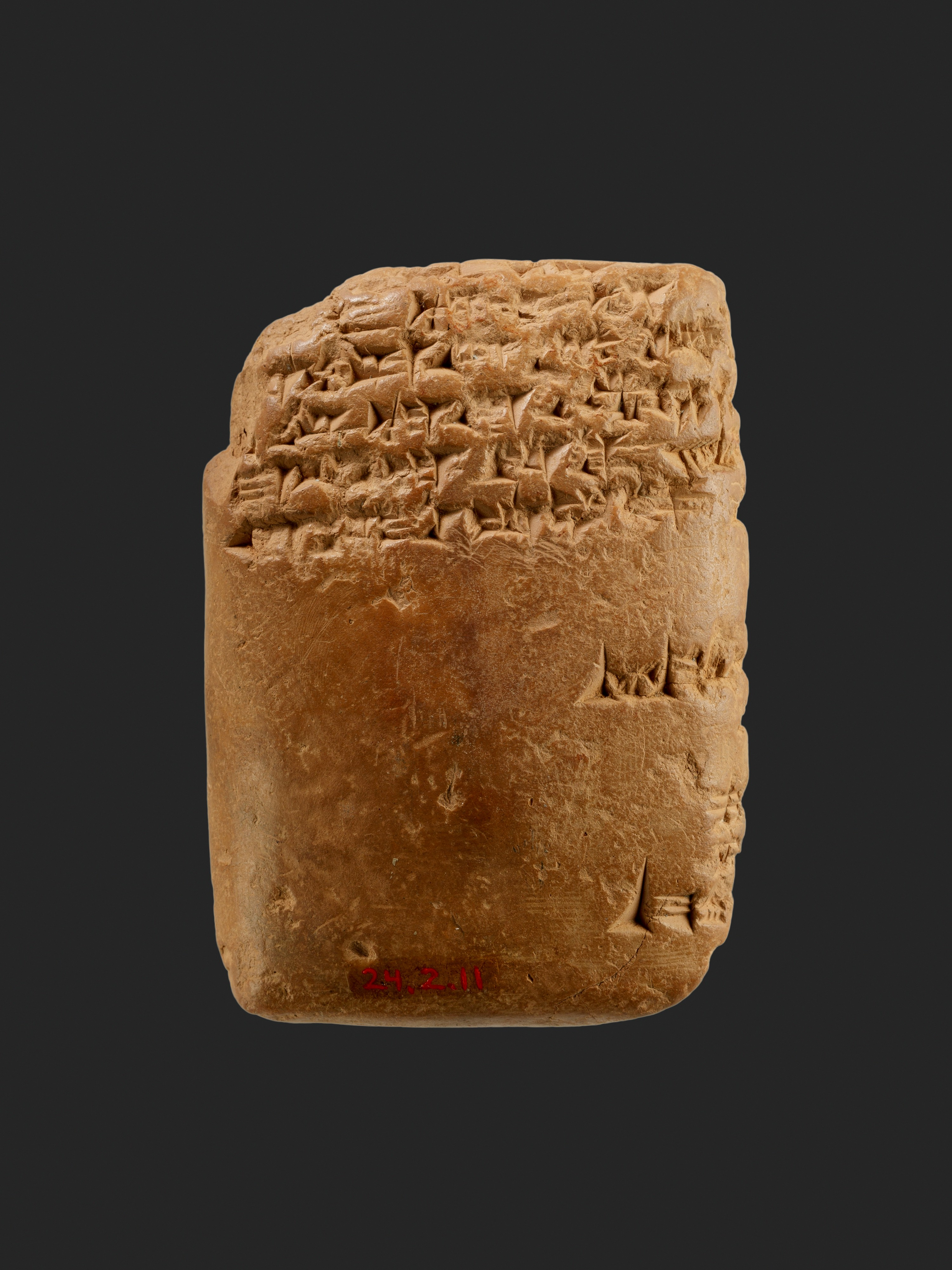
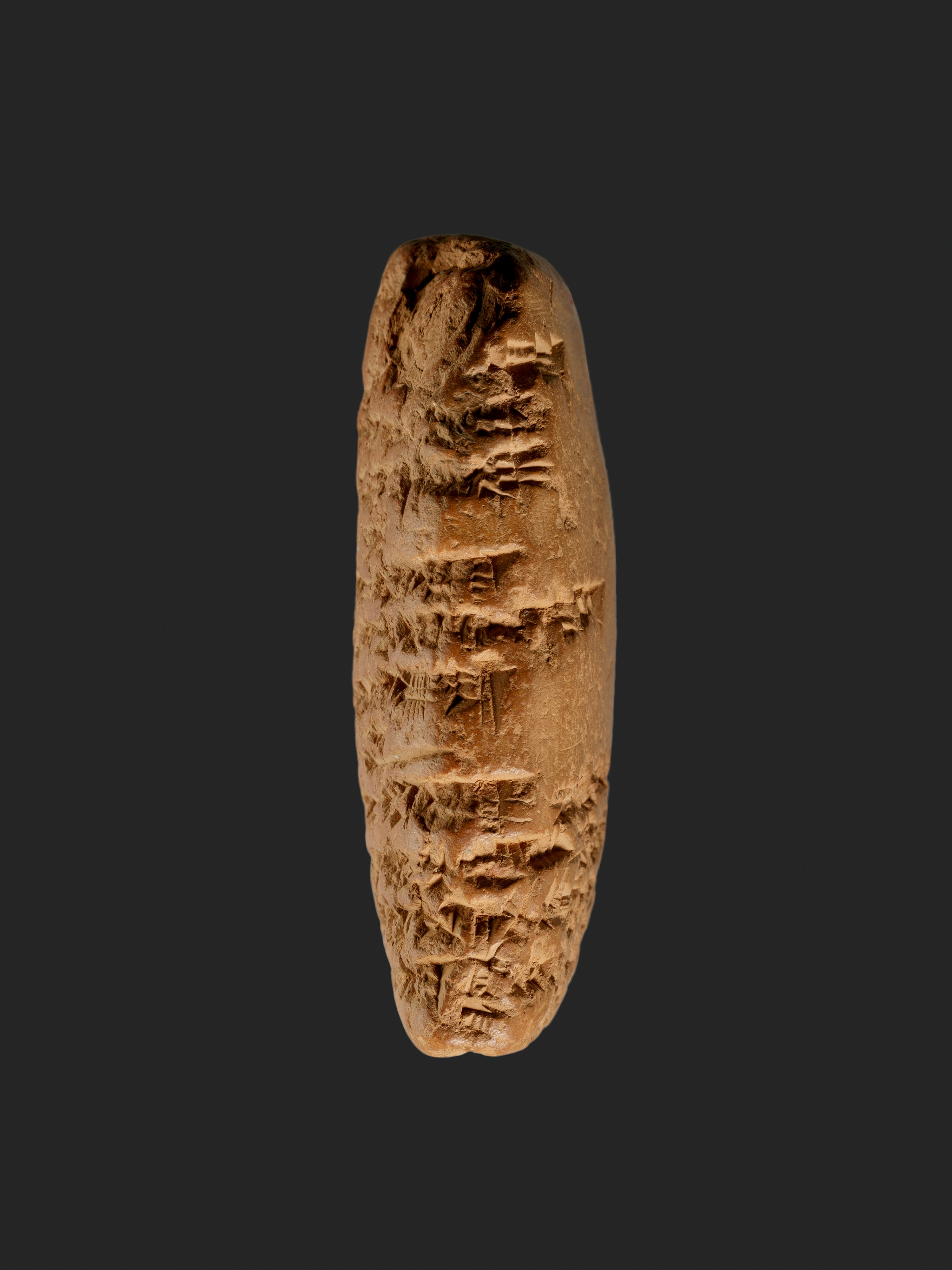
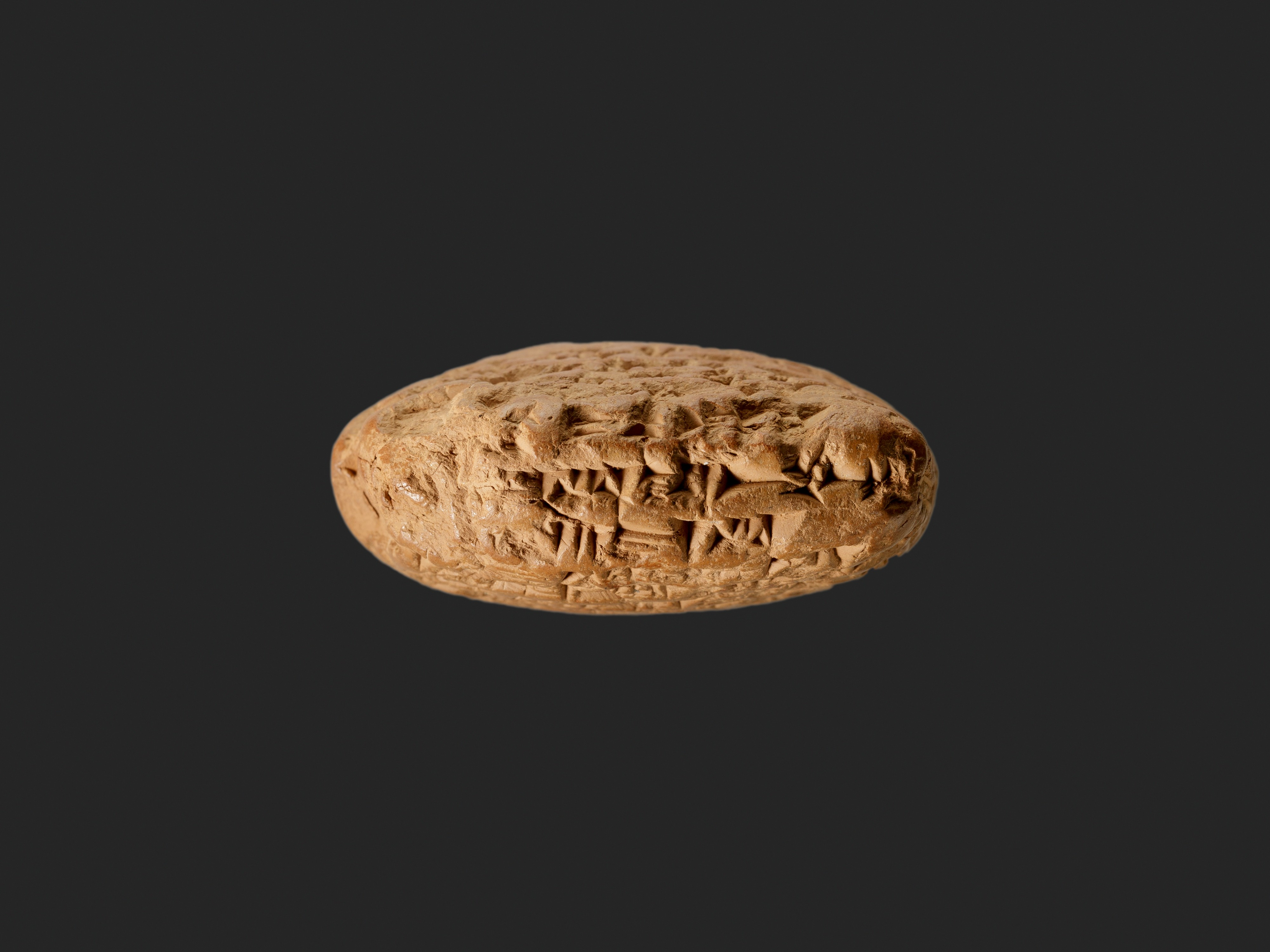

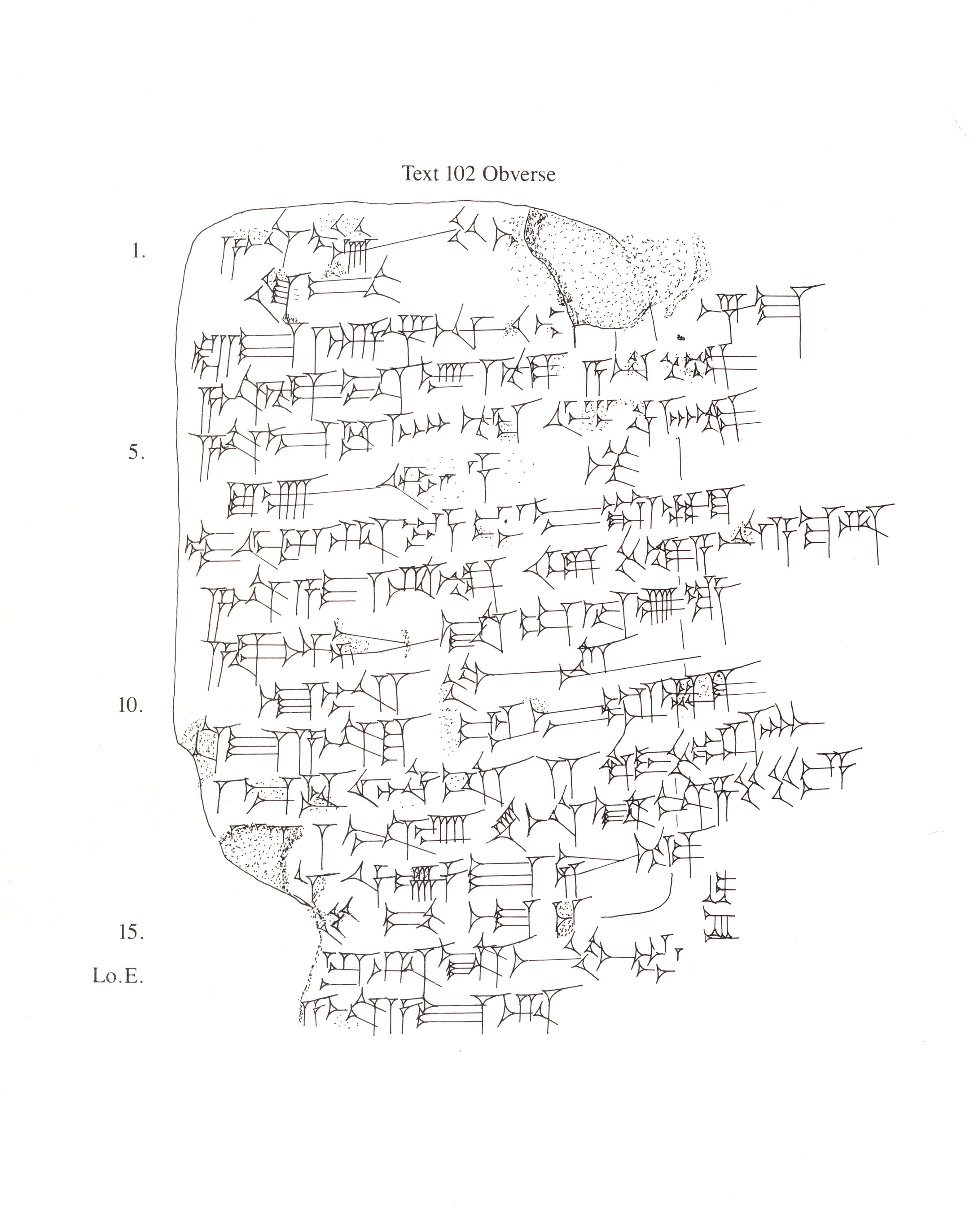
رسم خط، الوجه
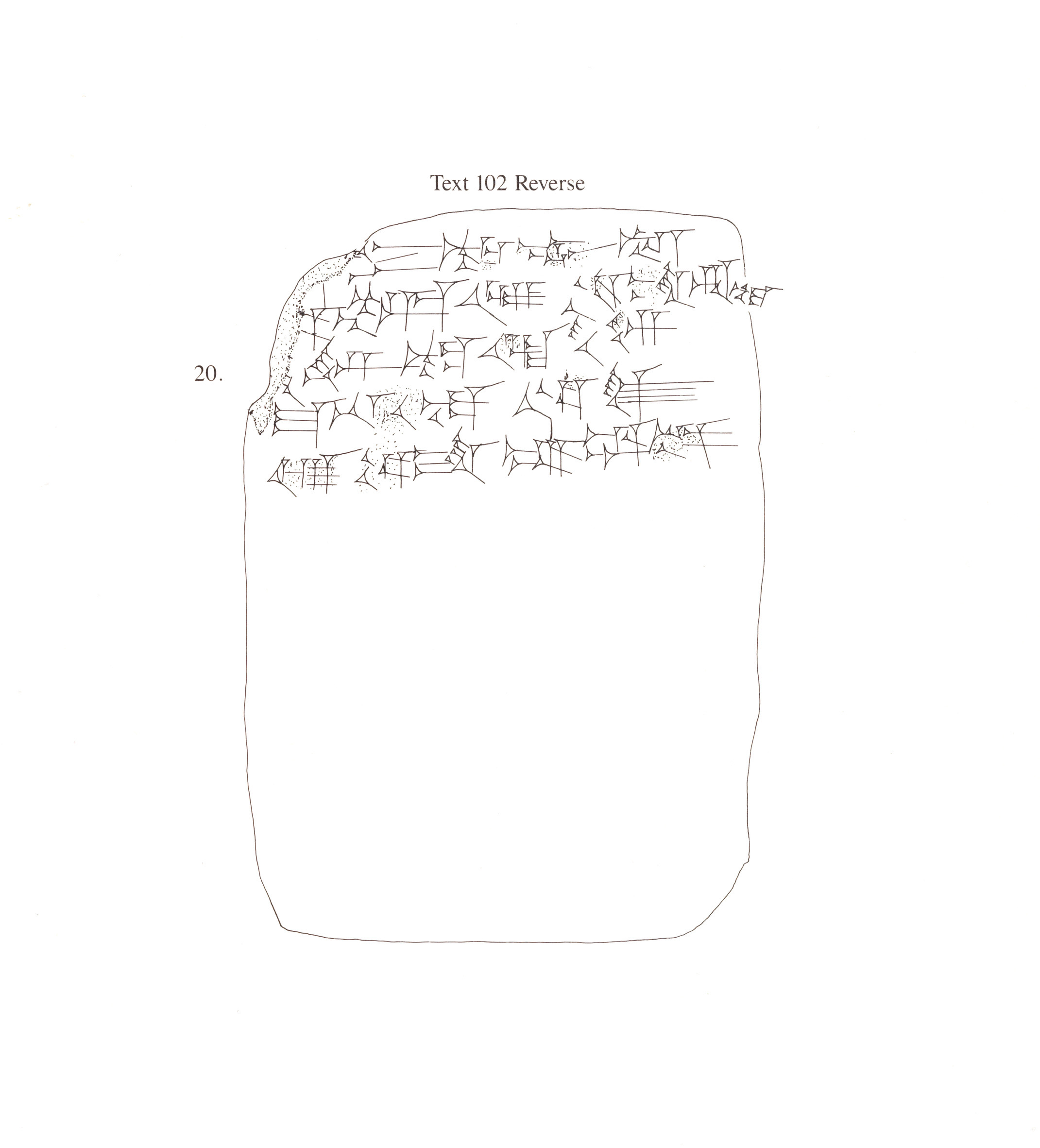
رسم خط، عكسي
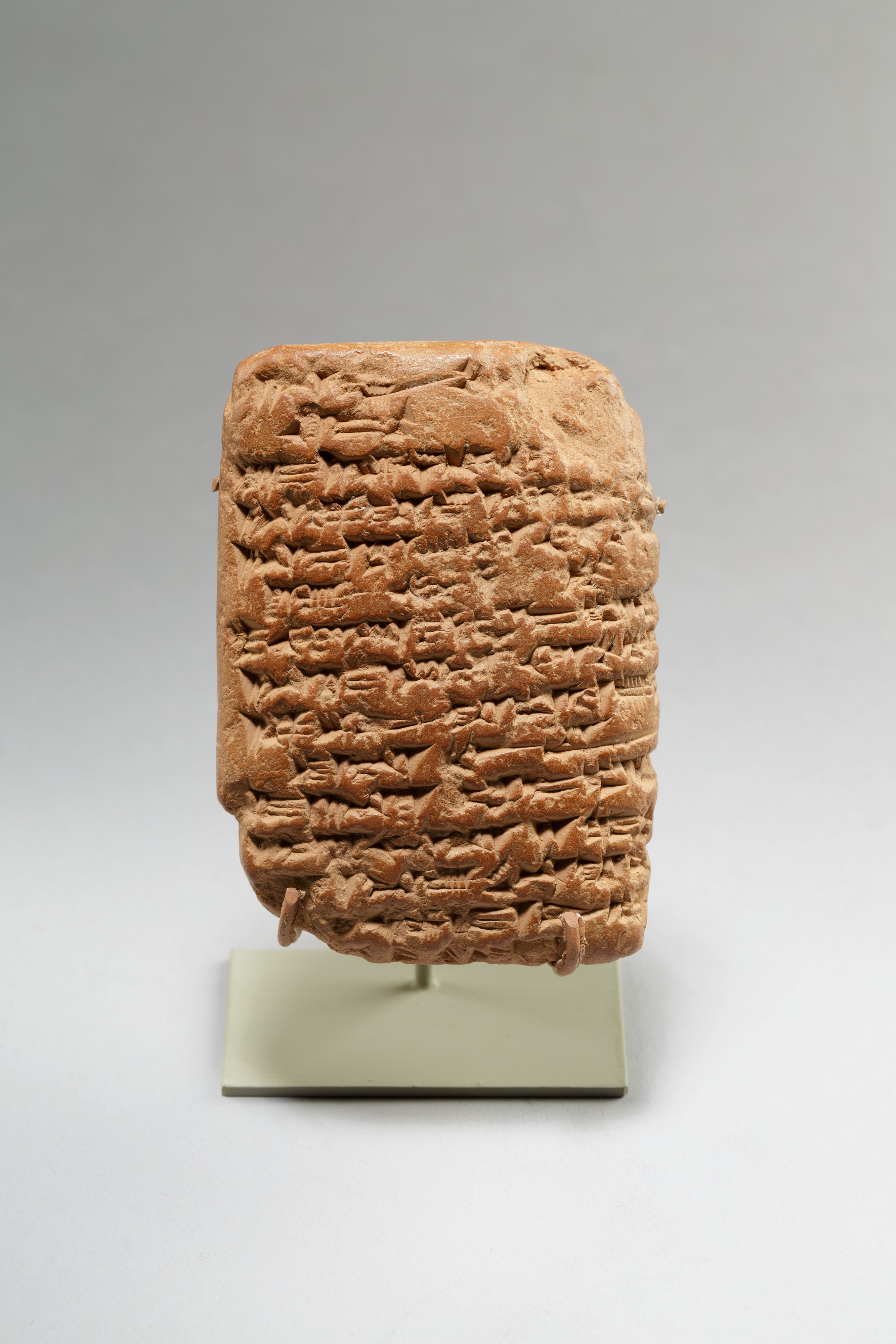

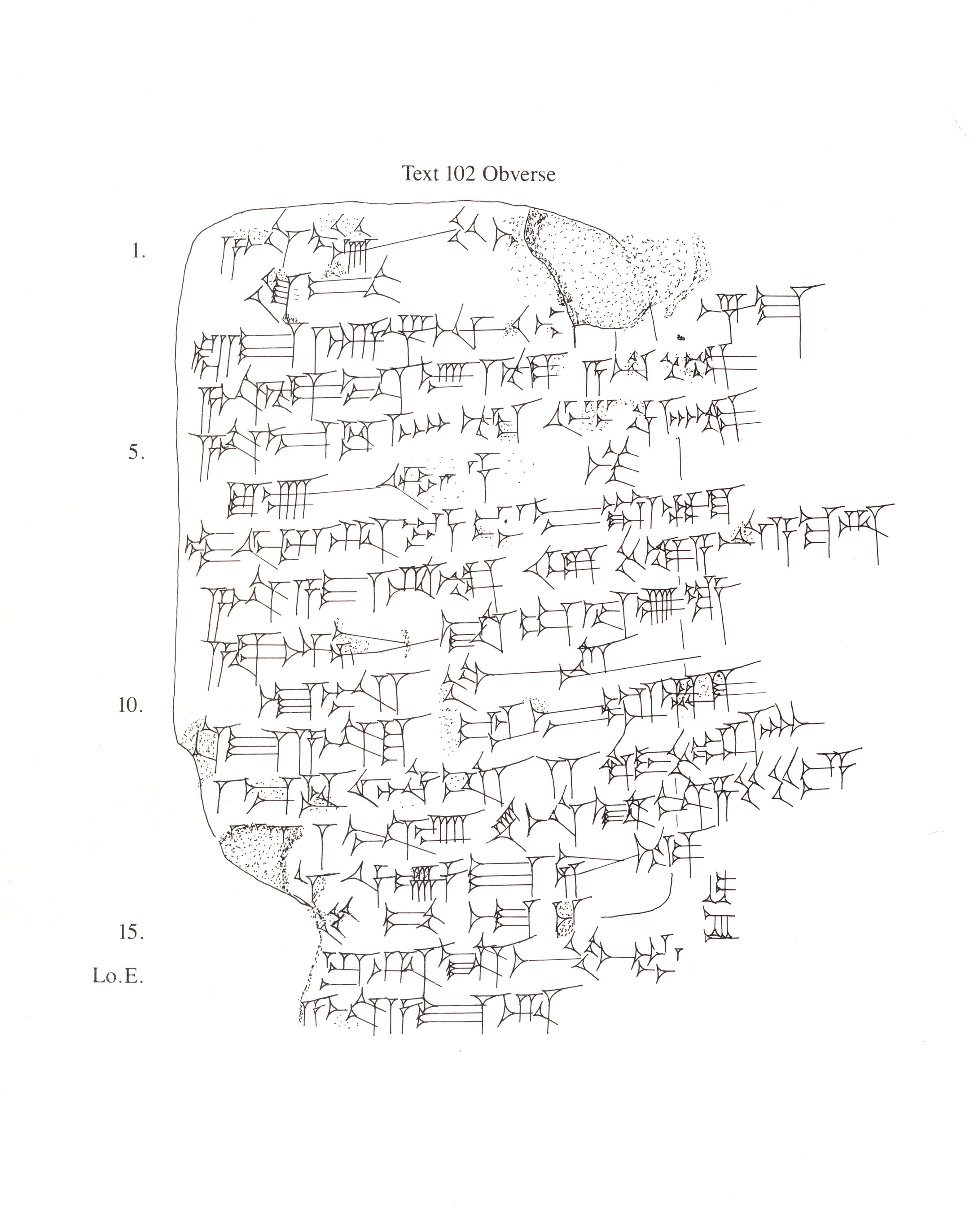
رسم خط، الوجه
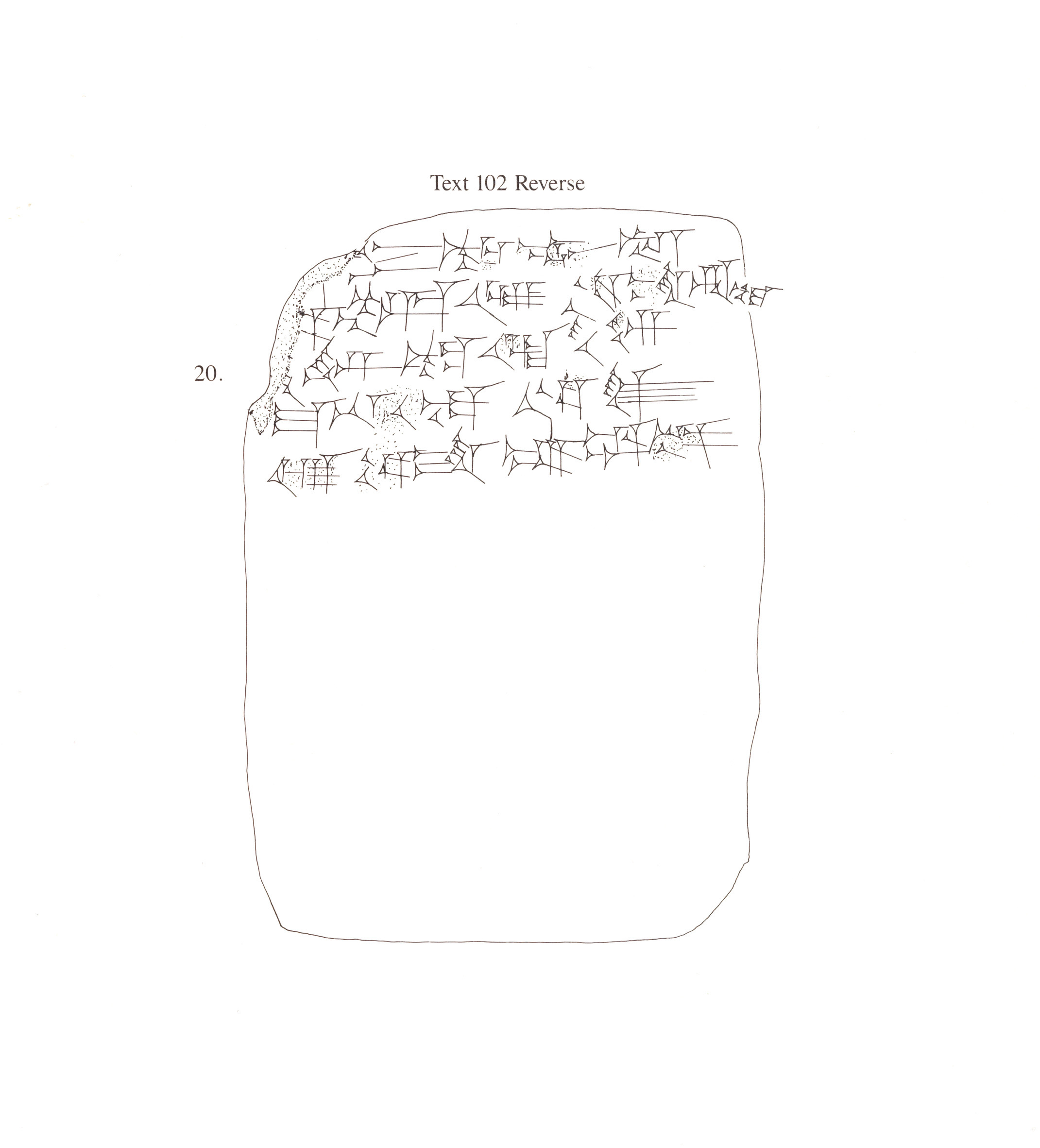
رسم خط، عكسي